# Francesc Frau i Morey
Francesc Frau i Morey, conegut com a Pare Frau és un dels restauradors, juntament amb Francesc Molina i Guardiola, de la Congregació de l'Oratori de Sant Felip Neri a Palma després de la desamortització de Mendizábal. Poc se sap de l'infància i joventut de Francesc Frau més enllà de que naixé el 16 de gener de 1906, a Valldemossa, i que fou confirmat pel Bisbe Bernat Nadal el 30 d'octubre de 1807. Es va doctorar en Filosofia i Teología. A més, cultivà la poesia llatina; deixà excrita una elegia amb motiu de l'anomenament com a Bisbe de Menorca de Mossèn Mateu Jaume i Garau. Durant uns quants anys fou Beneficiat i Vicari de la Parròquia de Santa Eulàlia de Palma, fins que demanà l'ingrés a la Comunitat de l'Oratori el 5 de març de 1833. L'any 1836, la Congregació fou suprimida a nivell civil arrel de la desamortització de Mendizabal, tot i que continuà constituïda canònicament. En virtut de la clàusula de reversió del testament del fundador de la Congregació a Mallorca, el Doctor Martí Ballester i Bauçà, l'any 1842 el béns retornaren a la Comunitat dels felipons.
El 1852, la Reina Isabel II decretà el restabliment de la Congregació de l'Oratori a tot Espanya. Solament els felipons i els paüls foren restablits. La resta d'ordes i congregacions continuaren exclaustrades. El 28 de gener de 1853, el convent i l'església de Sant Felip Neri (en aquell llavors situada a la Plaça Major de Palma) tornaren a mans de Francesc Frau, únic membre de la Congregació que quedava, qui un mes després tornà allà i restablí la Comunitat. El mateix dia ingressen a l'Oratori, Martí Frau i Cañellas; i Pere Antoni Cañellas i Moll. El 9 d'agost del mateix any, entra a formar part de la Comunitat Francesc Molina i Guardila, considerat l'altre restaurador de la Congregació de l'Oratori. L'any 1854, el Batlle de Palma decretà que la Comunitat havia d'abandonar el convent i l'església en vint-i-quatre hores, amb motiu de la construcció d'una plaça de mercat (el que actualment es coneix com Plaça Major). Dos dies després, el dia 28, començaren a esbucar-se els edificis. La Comunitat, per aquell llavors conformada per Francesc Frau, Francesc Molina, Gaspar Perelló, Martí Frau i Pere Antoni Cañellas, passà a viure a una casa del carrer d'Oliva, prop de la Parròquia de Sant Jaume.
El 19 de desembre de 1856, el Pare Francesc Frau demanà a l'Ajuntament la deguda indemnització de 12.000 lliures. Donat que la indemnització no arribava, es demanà la permuta amb el convent i església dels Trinitaris o del Sant Esperit (per aquells moments abandonats), petició que fou aprovada el 22 d'octubre de 1858. La Congregació s'instal·là al convent -encara en obres- el dia 26 de gener de 1859. Al set dies, el 2 de febrer, el Pare Francesc Frau i Morey morí a l'edat de 53 anys. Les exèquies i funeral es feren a l'actual Església de Sant Felip Neri, la qual, en aquells moments, encara estava tancada al culte públic. Amb motiu del centenari de la seva mort (1959) se li dedicà un carrer al municipi de Valldemossa, on havia nascut.